# 有声舌唇鼻音
有声舌唇鼻音（ゆうせい ぜっしん びおん、英: Viced linguolabial nasal）は、一部の音声言語で使用される子音の一種である。これを表わす国際音声記号は ⟨n̼⟩ または ⟨m̺⟩。

## 特徴
有声舌唇鼻音の特徴:
- 調音方法は閉鎖であり、これは声道中の気流を塞ぐことによって生み出されることを意味する。鼻音であるため、妨げられた気流は鼻に向け直される。
- 調音部位は舌唇であり、これは上唇に対して舌を使って調音されることを意味する。
- 発声は有声であり、これは調音の間に声帯が振動することを意味する。
- 鼻音であり、これは空気がもっぱら鼻を通って（鼻腔閉鎖音）、あるいは口からだけでなく鼻からも抜けることが出来ることを意味する。
- 気流機構は肺臓的であり、これは、ほとんどの音と同様に、肺と横隔膜だけで空気を押すことによって調音されることを意味する。

## 存在
| 言語       | 言語       | 単語   | IPA     | 意味     | 注記 |
| ---------- | ---------- | ------ | ------- | -------- | ---- |
| アラキ語   | アラキ語   | m̼isi   | [n̼isi]  | 'まだ'   |      |
| 大ナンバ語 | 大ナンバ語 | nəm'ək | [nən̼ək] | '私の舌' |      |